# Harald Meschendörfer
Harald Meschendörfer (* 14. Juni 1909 in Kronstadt, Siebenbürgen, Königreich Ungarn; † 23. September 1984 in Brașov, Rumänien) war ein siebenbürgisch-sächsischer Maler und Grafiker.

## Kurzbiographie
Er war der Sohn des Schriftstellers Adolf Meschendörfer. Nach Studienjahren von 1927 bis 1932 in München, Berlin und Paris kehrte er nach Kronstadt zurück und war dort ab 1932 als Maler und Grafiker – zeitweise mit eigenem Atelier – tätig. Von 1953 bis 1969 unterrichtete er dort als Lehrer an der Volks-Kunstschule. Zwischen 1955 und 1968 entwarf Meschendörfer insgesamt 152 Briefmarken, die von der rumänischen Post Poșta Română herausgegeben wurden.